# Carpelimus nanuloides
Carpelimus nanuloides är en skalbaggsart som beskrevs av Hatch 1957. Carpelimus nanuloides ingår i släktet Carpelimus och familjen kortvingar. Inga underarter finns listade i Catalogue of Life.